# Путевой (Иркутская область)
Путевой — упразднённый разъезд в Братском районе Иркутской области России. Входил в состав Турманского сельского поселения. Исключён из учётных данных в 1998 году.

## География
Располагался на левом берегу реки Вихорева, у станции Балага на линии Тайшет — Лена Восточно-Сибирской железной дороги, в 7 км к северо-западу от города Вихоревка.

## История
По всей видимости возник в 1958 году как посёлок при разъезде № 19 Восточно-Сибирской железной дороги.
Постановлением губернатора Иркутской области от 23 июля 1998 года № 494-п разъезд исключен из учётных данных.